# Imperij pregrehe
Imperij pregrehe (izvirno Boardwalk Empire) je ameriška dramska televizijska serija kabelske televizije HBO, ki se dogaja v Atlantic Cityju, v zvezni državi New Jersey, v času prohibicije (20. leta 20. stoletja). Glavno vlogo gangsterskega šefa Nuckyja Thompson igra Steve Buscemi. Pilotna epizoda, režiral jo je  Martin Scorsese, je stala 18 milijonov dolarjev. Serija je premiero doživela 19. septembra 2010, oktobra 2012 pa je prejela četrto sezono.
Serija je med kritiki izjemno cenjena tako zaradi vizualne plati kot igre. Doslej je prejela dvanajst nagrad emmy in bila še 30-krat nominirana, med drugim tudi dvakrat za najboljšo dramsko serijo. Prejela pa je tudi zlati globus za najboljšo dramsko serijo.
V Slovenijo je serija prišla v ponedeljek, 12. novembra 2012, ob 21:35, na Kanal A. Prva sezona je bila na sporedu vsak delovnik okoli 21:40 (tri ali dve epizodi zapored) in se je končala v petek, 16. novembra 2012.

## Opis
Združene države v 20-ih letih 20. stoletja. Prve svetovne vojne je konec, na borzi v Wall Streetu se pripravlja pravi razcvet, ženske čedalje bolj aktivno zahtevajo volilno pravico. Nič drugače ni v Atlantic Cityju, mestu igralnic, hotelov in denarja, ki mu s svojo spletkarsko roko vlada mestni zakladnik Enoch Nucky Thompson. Glede na to, da je pravkar nastopil čas prohibicije in je s tem prepovedano izdelovanje, prodaja in uživanje alkohola, se Nucky odloči razširiti svoje gangsterske lovke in začeti tihotapiti alkohol.

## Pregled sezon
| Sezona | Sezona | Epizode | Prvo predvajanje v ZDA (HBO) | Prvo predvajanje v ZDA (HBO) | Prvo predvajanje v Sloveniji (Kanal A) | Prvo predvajanje v Sloveniji (Kanal A) | Prvo predvajanje v Sloveniji (Kanal A) |
| Sezona | Sezona | Epizode | Premiera sezone              | Finale sezone                | Premiera sezone                        | Finale sezone                          |                                        |
| ------ | ------ | ------- | ---------------------------- | ---------------------------- | -------------------------------------- | -------------------------------------- | -------------------------------------- |
|        | 1      | 12      | 19. september 2010           | 5. december 2010             | 12. november 2012                      | 16. november 2012                      |                                        |
|        | 2      | 12      | 25. september 2011           | 11. december 2011            | /                                      | /                                      |                                        |
|        | 3      | 12      | 16. september 2012           | 2. december 2012             | /                                      | /                                      |                                        |

## Pomembnejše nagrade in priznanja

#### Zlati globusi
2011: najboljša dramska serija ; najboljši igralec v dramski seriji (Steve Buscemi) ; najboljša stranska igralka v TV-seriji, miniserji ali TV-filmu (Kelly Macdonald, nominacija)

2012: najboljša dramska serija (nominacija) ; najboljši igralec v dramski seriji (Steve Buscemi, nominacija) ; najboljša stranska igralka v TV-seriji, miniserji ali TV-filmu (Kelly Macdonald, nominacija)

2013, niso še podelili: najboljša dramska serija (nominacija), najboljši igralec v dramski seriji (Steve Buscemi, nominacija)

#### Emmyji
2011: najboljša kostumografija ; najboljši kasting za dramsko serijo ; najboljša kinematografija (Jonathan Freeman) ; najboljša režija za dramsko serijo (Martin Scorsese) ; najboljša kostumografija ; najboljše ličenje ; najboljša montaža slike ; najboljša kostumografija ; najboljša montaža zvoka ; najboljša kostumografija ; najboljši posebni vizualni učinki ; najboljša dramska serija (nominacija) ; najboljši glavni igralec v dramski seriji (Steve Buscemi, nominacija) ; najboljša stranska igralka v dramki seriji (Kelly Macdonald, nominacija) ; najboljša režija za dramsko serijo (Jeremy Podeswa, nominacija) ; najboljša kinematografija (Stuart Dryburgh, Kramer Morgenthau, nominacija) ; najboljši kostumi (nominacija) ; najboljše oblikovanje las (nominacija) ; najboljša uvodna špica (nominacija) ; najboljše mešanje zvoka za komično ali dramsko serijo (nominacija)

2012: najboljša režija za dramsko serijo (Timothy Van Patten) ;  najboljša kostumografija ; najboljša kinematografija (Jonathan Freeman) ; najboljša dramska serija (nominacija) ; najboljši glavni igralec v dramski seriji (Steve Buscemi, nominacija) ; najboljše ličenje (nominacija) ; najboljši kostumi (nominacija) ; najboljše oblikovanje las (nominacija) ; najboljša montaža zvoka (nominacija) ; najboljši posebni vizualni učinki (nominacija) ; najboljši kasting za dramsko serijo (nominacija)